# Sericopimpla garuda
Sericopimpla garuda là một loài tò vò trong họ Ichneumonidae.